# اوبون
شهر اوبون (به فرانسوی: Eaubonne) در شهرستان ولدوآز در ناحیه ایل-دو-فرانس با جمعیت ۲۳٬۶۴۰ نفر در کشور فرانسه واقع شده است